# Tiurinskaja
Tiurinskaja (ros. Тюринская) – wieś (dieriewnia) w Rosji, w obwodzie archangielskim, w rejonie wierchnietojemskim. W 2021 liczyła 5 mieszkańców.